# Álvaro Luna
Álvaro Jesús Luna Herrera (Ciudad de La Rioja; 1865 - Ciudad de Buenos Aires; 9 de abril de 1950) fue un Médico y General del Ejército Argentino, egresado del Colegio Militar de la Nación. Gobernador interventor de la Provincia de San Luis desde 24 de diciembre de 1921 hasta el 8 de abril de 1922 (delegó el mando provisoriamente) y desde el 8 de julio hasta el 18 de julio de 1922

## Biografía
Pertenecía a una familia tradicional y conservadora de la provincia de La Rioja, se casó con Hortensia Sobrero Gaitán, proveniente de la provincia de Entre Ríos, con quien tuvo seis hijos.
En 1920, la provincia de San Luis sufría una crisis financiera e institucional provocada por las fuerzas conservadoras de esa provincia, quienes habían sido desplazados del mando ejecutivo pero ejercían poder e influencia en la legislatura donde retenían proyectos y programas de gobierno de urgencia para desplazar al gobierno radical de turno. Los conservadores se unieron en un bloque llamado Partido Liberal, cuya personalidad más notable fue Adolfo Rodríguez Saá "El Pampa". Esta unión logró la victoria en los comicios para la legislatura, dejando nuevamente a los radicales en minoría. El gobernador puntano Carlos Alric obstruido en todos sus actos de gobierno por la mayoría opositora, no pudo ni siquiera convocar a elecciones. En respuesta, el presidente Hipólito Yrigoyen ordenó una nueva intervención federal a San Luis, a la cual Alric le entregó el cargo.
En agosto de 1921 el gobernador Alric, le entregó el mando gubernativo al interventor nacional, Dr. Santiago A. Bellingeri, y en diciembre del mismo año, se hizo cargo del gobierno, como interventor el general médico Álvaro Luna.
Luna era un hombre progresista. Es su paso en la gobernación puntana mandó publicar el Boletín Oficial y Judicial e hizo construir en el campamento Las Chacras (ciudad de Juana Koslay) un monumento con la efigie del General San Martín. El 8 de abril delegó la gobernación en su ministro Juan Elías Benavente por cumplir con órdenes de las Fuerzas Armadas, retoma el cargo el 8 de julio. El 9 de julio, Luna convocó a elecciones (sin éxito) y el 15 de ese mes se incorporó a su gabinete el doctor Pablo Cubas como ministro de Gobierno, en tanto Juan Elías Benavente se hacía cargo de la cartera de Hacienda. Pronto, sin embargo, la intervención comenzó a desintegrarse: Luna se fue a Buenos Aires y no volvió.
Murió en la Ciudad de Buenos Aires a la edad de 85 años, recibiendo la distinción de Caballero de la Orden de la Corona de Italia.